# Хокей на траві на літніх Олімпійських іграх 1964
Турнір з хокею на траві на Літніх Олімпійських Іграх 1964 року був проведений тільки для чоловіків. Участь брали збірні 15 країн.

## Регламент
У попередньому раунді 15 команд було розділено на дві групи по 7 і 8 команд. Ігри у групах проводилися за круговою системою,— 2 очки давали за перемогу, 1 очко за нічию і 0 за поразку. По дві найкращі команди з кожної групи виходили в півфінал, а третя і четверта — до півфіналу за 5–8 місця. Півфінали відбувалися за системою плей-оф. Окрім фінального матчу та матчу за бронзові медалі, було зіграно також матч за 5 місце.

## Призери
|          | Золото | Срібло   | Бронза    |
| Чоловіки | Індія  | Пакистан | Австралія |

## Фінали
| Матч            | Команда 1 | Рахунок | Команда 2 |
| --------------- | --------- | ------- | --------- |
| Матч за 5 місце | Німеччина | 3-0     | Кенія     |
|                 |           |         |           |
| Матч за 3 місце | Австралія | 3-2     | Іспанія   |
|                 |           |         |           |
| Фінал           | Індія     | 1-0     | Пакистан  |

## Підсумкова таблиця
|     | Індія           |
|     | Пакистан        |
|     | Австралія       |
| 4.  | Іспанія         |
| 5.  | Німеччина       |
| 6.  | Кенія           |
| 7.  | Японія          |
| 7.  | Нідерланди      |
| 9.  | Велика Британія |
| 9.  | Малайзія        |
| 11. | Бельгія         |
| 11. | Родезія         |
| 13. | Канада          |
| 13. | Нова Зеландія   |
| 15. | Гонконг         |

## Медалісти
| Золото | Срібло | Бронза |
| Індія (IND) Гаріпал Каушик Могіндер Лал Шанкар Лакшман Банду Патіл Джон Пітер Саєд Алі Удхам Сінґг Куллар Чаранджит Сінґг Даршан Сінґг Дхарам Сінґг Ґурбукс Сінґг Гарбіндер Сінґг Джаґджит Сінґг Джоґіндер Сінґг Прітхіпал Сінґг Балбір Сінґг Куллар Раджендра Крісті | Пакистан (PAK) Абдул Гамід Мугаммад Асад Малік Мунір Дар Халід Магмуд Анвар Агмед Хан Наваз Хізар Хуршид Азам Мугаммад Манна Манзур Гуссейн Атіф Мугаммад Рашид Мотіулла Хан Тарік Ніязі Саїд Анвар Тарік Азіз Зафар Гаят Гаваджа Зака-уд-Дін | Австралія (AUS) Мервін Кроссман Пол Дірінґ Реймонд Еванс Браян Ґленкросс Робін Годдер Джон Макбрайд Дональд Маквоттерс Патрік Нілан Ерік Пірс Джуліан Пірс Десмонд Пайпер Доналд Смарт Ентоні Вотерс Грем Вуд Дон Мартін |